# Kaplan-Meier-Schätzer
Der Kaplan-Meier-Schätzer (auch Produkt-Grenzwert-Schätzer, kurz: PGS) dient zum Schätzen der Wahrscheinlichkeit, dass bei einem Versuchsobjekt ein bestimmtes Ereignis innerhalb eines Zeitintervalls nicht eintritt. Es handelt sich um eine nichtparametrische Schätzung der Überlebensfunktion im Rahmen der Ereigniszeitanalyse. Die zu Grunde liegenden Daten können rechts-zensiert sein. Diese Methode wurde 1958 von Edward L. Kaplan und Paul Meier entwickelt.
Die Bezeichnung Produkt-Grenzwert-Schätzer rührt daher, dass man diesen Schätzer als Grenzwert von Sterbetafelschätzungen mit gegen null gehenden Intervalllängen interpretieren kann.

## Rechenvorschrift
Der Kaplan-Meier-Schätzer für die Überlebensfunktion {\displaystyle S(t)} (also die Wahrscheinlichkeit dafür, dass die Zeit bis zum Eintreten des Ereignisses {\displaystyle t} überschreitet) ist gegeben durch:
{\displaystyle {\hat {S}}(t)=\prod _{t_{(i)}\leq t}{\frac {n_{i}-d_{i}}{n_{i}}}=\prod _{t_{(i)}\leq t}\left(1-{\frac {d_{i}}{n_{i}}}\right)}
mit
{\displaystyle {\hat {S}}(0)=1}
{\displaystyle d_{i}=} Versuchsobjekte, bei denen das Ereignis zum Zeitpunkt {\displaystyle t_{(i)}} eingetreten ist
{\displaystyle n_{i}=} Versuchsobjekte zum Zeitpunkt {\displaystyle t_{(i)}} unter Risiko

### Beispiel
Zugrunde liegend soll folgende Tabelle sein:
| Objekt Nr. | Zeit t (Tage) | 1 = Ereignis eingetreten, 0 = Zensiert | Unter Risiko n(t) | S(t) |
| ---------- | ------------- | -------------------------------------- | ----------------- | ---- |
| #1         | 1             | 0                                      | 15                | 1    |
| #2         | 12            | 1                                      | 14                | 0,93 |
| #3         | 22            | 0                                      |                   |      |
| #4         | 29            | 1                                      | 12                | 0,85 |
| #5         | 31            | 1                                      | 11                | 0,77 |
| #6         | 36            | 0                                      |                   |      |
| #7         | 38            | 0                                      |                   |      |
| #8         | 50            | 0                                      |                   |      |
| #9         | 60            | 0                                      |                   |      |
| #10        | 61            | 1                                      | 6                 | 0,64 |
| #11        | 70            | 1                                      | 5                 | 0,52 |
| #12        | 88            | 0                                      |                   |      |
| #13        | 99            | 0                                      |                   |      |
| #14        | 110           | 0                                      |                   |      |
| #15        | 140           | 0                                      |                   |      |

Stellt die Tabelle die Ergebnisse einer klinischen Studie dar, so repräsentiert sie folgendes Geschehen:
Anfänglich sind 15 Patienten vorhanden. Sie stehen aber „unter Risiko“, d. h. bei ihnen ist das Ereignis noch nicht eingetroffen.
Tag 1: Ein Patient geht bereits nach einem Tag in der Studie verloren, d. h., er hat die Studie verlassen, ohne dass bei ihm bis dahin das Ereignis eingetreten ist (z. B. letzte Beobachtung 1 Tag vor Studienende).
{\displaystyle {\hat {S}}(1)={\frac {15-0}{15}}=1}
Solche durch Zensur verursachten Terme sind immer 1 und werden daher in den folgenden Berechnungen nicht mehr mitgeschrieben.
Er wird zensiert, somit stehen nun nur noch 14 Patienten unter Risiko.
Tag 12: Bei einem Patienten tritt das Ereignis ein.
{\displaystyle {\hat {S}}(12)={\frac {14-1}{14}}=0{,}9286}
Es stehen nun noch 13 Patienten unter Risiko.
Tag 22: Ein weiterer Patient muss zensiert werden. {\displaystyle {\hat {S}}} ändert sich nicht:
{\displaystyle {\hat {S}}(22)={\hat {S}}(12)}
Die Anzahl der Patienten unter Risiko verringert sich auf 12.
Tag 29: Bei einem weiteren Patienten tritt das Ereignis ein.
{\displaystyle {\hat {S}}(29)={\frac {12-1}{12}}\cdot {\frac {14-1}{14}}=0{,}9167\cdot 0{,}9286=0{,}8512}
Es stehen nun 11 Patienten unter Risiko.
usw.
Deshalb stehen die am längsten beobachteten Patienten am Ende der Kurve. Durch die reduzierte Anzahl an Patienten unter Risiko steigt auch die Unsicherheit der Schätzung für das Risiko zum späteren Zeitpunkt (breiteres Konfidenzintervall).

Darstellung der gewonnenen Ergebnisse. Die schwarzen Kreuze markieren Zensurzeitpunkte. Ein Konfidenzintervall ist gestrichelt eingezeichnet.

## Eigenschaften
Der Kaplan-Meier Schätzer maximiert die empirische Likelihood.

### Varianz
Die Varianz des Schätzers kann im Intervall {\displaystyle t_{k}\leq t\leq t_{k+1}}
mittels
{\displaystyle {\widehat {\operatorname {Var} }}\{{\hat {S}}(t)\}\approx [{\hat {S}}(t)]^{2}\left\{\sum _{i=1}^{k}{\frac {d_{i}}{n_{i}(n_{i}-d_{i})}}\right\}}
geschätzt werden.

### Konfidenzintervall
Das Konfidenzintervall kann wie gewohnt aus der Varianz bzw. dem Standardfehler berechnet werden.
{\displaystyle {\widehat {\operatorname {SE} }}\{{\hat {S}}(t)\}\approx [{\hat {S}}(t)]\left\{\sum _{i=1}^{k}{\frac {d_{i}}{n_{i}(n_{i}-d_{i})}}\right\}^{\frac {1}{2}}}
Diese Formel wird auch als Greenwood-Formel oder Greenwoodsche Formel bezeichnet.
Das 95 %-Konfidenzintervall lautet somit:
{\displaystyle \left[{\hat {S}}(t)-1{,}96\cdot {\widehat {\operatorname {SE} }}\{{\hat {S}}(t)\};{\hat {S}}(t)+1{,}96\cdot {\widehat {\operatorname {SE} }}\{{\hat {S}}(t)\}\right]}